# Bernd Stöhrmann
Bernd Stöhrmann (...) è un ex sciatore alpino austriaco.

## Biografia
Stöhrmann debuttò in campo internazionale in occasione dei Mondiali juniores di Jasná 1985, dove vinse la medaglia d'argento nello slalom gigante; ai Campionati austriaci 1987 conquistò la medaglia di bronzo nella combinata. Non prese parte a rassegne olimpiche né ottenne piazzamenti in Coppa del Mondo o ai Campionati mondiali.

## Palmarès

### Mondiali juniores
- 1 medaglia:
  - 1 argento (slalom gigante a Jasná 1985)

### Campionati austriaci
- 1 medaglia[1]:
  - 1 bronzo (combinata nel 1987)